# Tabanus sapporoensis
Tabanus sapporoensis är en tvåvingeart som beskrevs av Tokuichi Shiraki 1918. Tabanus sapporoensis ingår i släktet Tabanus och familjen bromsar. Inga underarter finns listade i Catalogue of Life.